# Ja’Marr Chase
Ja’Marr Anthony Chase (geboren am 1. März 2000 in Harvey, Louisiana) ist ein US-amerikanischer American-Football-Spieler auf der Position des Wide Receivers. Er spielte College Football für die LSU Tigers, mit denen er das College Football Playoff National Championship Game gewann. In der Saison 2019 wurde Chase mit dem Fred Biletnikoff Award als bester Wide Receiver im College Football ausgezeichnet. Im NFL Draft 2021 wurde er an fünfter Stelle von den Cincinnati Bengals ausgewählt.

## College

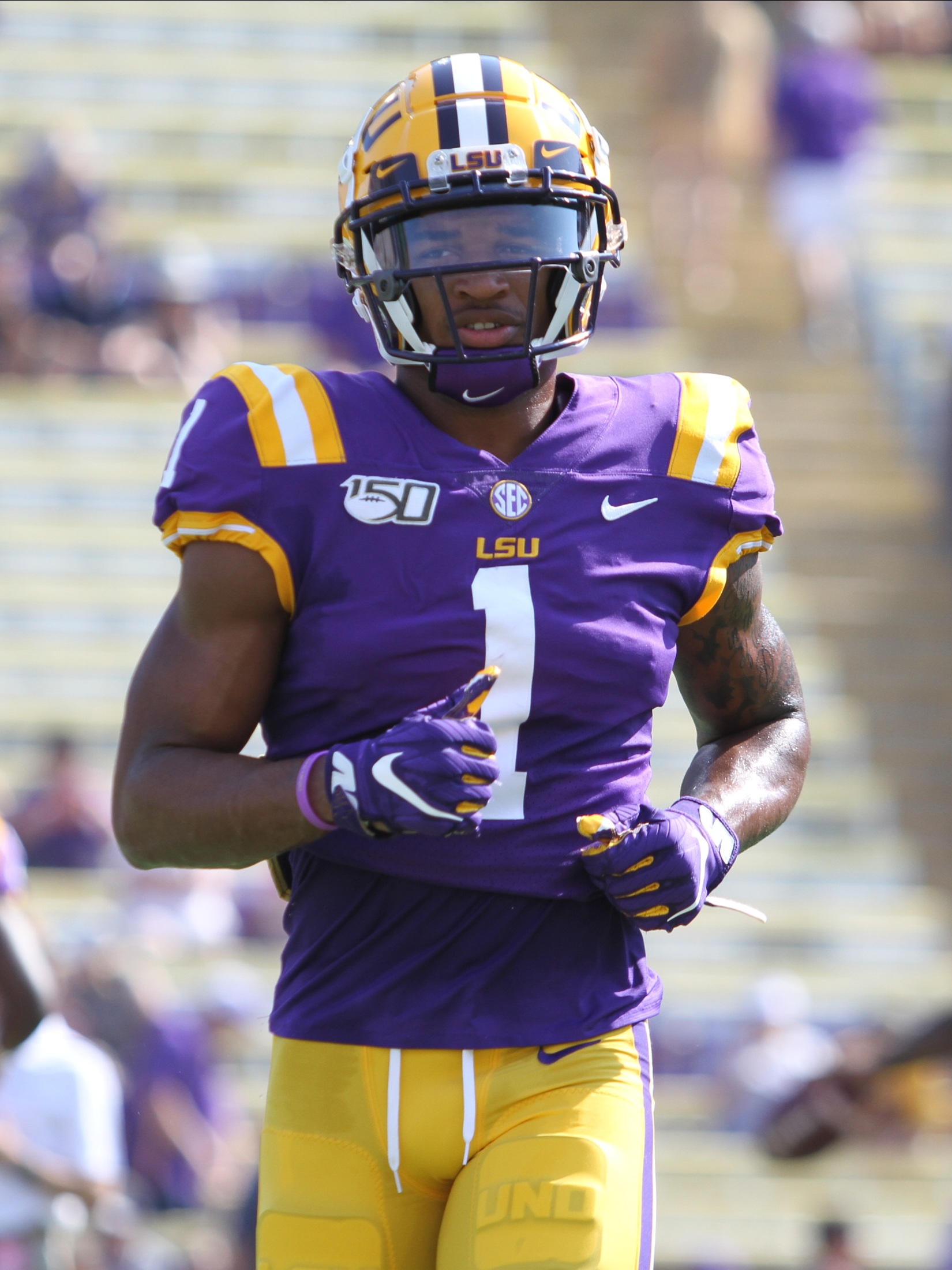
Chase bei den LSU Tigers (2019)

Chase ging auf die Archbishop Rummel High School in Metairie, Louisiana, wo er mehrere Schulrekorde einstellte. Er erhielt Stipendienangebote von zahlreichen Colleges und entschied sich am National Signing Day 2018 schließlich für die Louisiana State University (LSU). Als Freshman fing Chase 23 Pässe für 313 Yards und drei Touchdowns. Sein bedeutendstes Spiel hatte er im Fiesta Bowl, in dem er auf sechs gefangene Pässe für 93 Yards und einen Touchdown kam. Chase ging neben Terrace Marshall Jr. als zweite Option auf der Receiver-Position hinter Justin Jefferson in seine Saison als Sophomore.
In der Saison 2019 gewann Chase den Fred Biletnikoff Award als bester Wide Receiver im College Football. Mit den von Joe Burrow, dem Gewinner der Heisman Trophy, angeführten LSU Tigers, die in allen 15 Spielen der Saison siegreich waren, gewann Chase das College Football Playoff National Championship Game. Im Finalspiel gegen Clemson fing er neun Pässe für 221 Yards und zwei Touchdowns. Insgesamt kam er in der Saison auf 84 gefangene Pässe für 1780 Yards und 20 Touchdowns, wobei die letzten beiden Werte jeweils den Rekord in der SEC darstellten. Mit seinen 1780 Receiving Yards war Chase zudem landesweit in dieser Statistik führend. Er wurde zum Unanimous All-American gewählt.
Chase entschied sich im August 2020, wegen der COVID-19-Pandemie in den Vereinigten Staaten und zur Vorbereitung auf eine Karriere als Profi die kommende College-Football-Saison auszusetzen. Am 15. September gab er bekannt, dass er sich für den NFL Draft 2021 anmelden würde.

## NFL
Im NFL Draft 2021 wurde Chase an 5. Stelle von den Cincinnati Bengals ausgewählt, damit war er der erste Wide Receiver in diesem Draft. In Cincinnati spielt Chase erneut mit seinem College-Quarterback Joe Burrow zusammen. Chase spielte eine schwache Preseason und ließ mehrere fangbare Pässe fallen, konnte allerdings bei seinem Debüt in der Regular Season in Woche 1 überzeugen. Beim 27:24-Sieg nach Overtime gegen die Minnesota Vikings fing er fünf Pässe für 101 Yards und einen Touchdown. Chase war vom ersten Spieltag an die zentrale Anspielstation in der Offense der Bengals und stand nach sieben Partien bei 754 Yards Raumgewinn, so viel wie vor ihm kein anderer Wide Receiver in seinen ersten sieben Spielen. Chase wurde als Starter für die AFC in den Pro Bowl 2022 gewählt. Beim 34:31-Sieg gegen die Kansas City Chiefs am 17. Spieltag, durch den die Bengals ihre Division gewannen und erstmals seit 2015 in die Play-offs einzogen, fing Chase elf Pässe für 266 Yards und drei Touchdowns. Damit stellte er einen neuen Rekord für die meisten Receiving-Yards eines Spielers der Bengals in einem Spiel auf, zudem übertraf er damit den Rekord von Justin Jefferson aus dem Vorjahr für die meisten Yards Raumgewinn eines Rookies im Passspiel. Chase wurde als Pepsi NFL Rookie of the Year sowie als AP Offensive Rookie of the Year ausgezeichnet. Mit den Bengals zog er in den Super Bowl LVI ein, unterlag aber den Los Angeles Rams mit 20:23.
Aufgrund einer Hüftverletzung verpasste Chase zur Mitte der Saison 2022 vier Spiele, dennoch wurde er zum zweiten Mal in den Pro Bowl gewählt. Im Vergleich zur Vorsaison wurde er häufiger im Slot oder aus dem Backfield heraus eingesetzt. Mit 87 gefangenen Pässen für 1046 Yards und neun Touchdowns knackte er erneut die 1000-Yard-Marke, womit ihm das als erstem Spieler der Bengals nach A. J. Green in seinen ersten beiden Spielzeiten gelang. Mit 2501 Yards in zwei Jahren verzeichnete Chase den bis dahin fünfthöchsten Wert der NFL-Geschichte in den ersten beiden Spielzeiten eines Spielers.
In seinem dritten Jahr in der NFL fing Chase 100 Pässe für 1216 Yards und sieben Touchdowns – trotz des verletzungsbedingten Ausfalls von Burrow, der in der zweiten Saisonhälfte durch Ersatzmann Jake Browning vertreten werden musste.
Obwohl die Saison 2024 für Chase zunächst nicht gut begann, da die angestrebte Vertragsverlängerung nicht zustande kam, wurde diese Spielzeit zur bis dato persönlich erfolgreichsten in seiner Karriere. Bei den beiden knappen Niederlagen gegen die Baltimore Ravens in Woche 5 (38:41 nach Overtime) und Woche 10 (34:35) erzielte er mit 193 (2 Touchdowns) bzw. 264 gefangenen Yards (3 Touchdowns)  herausragende Werte. Mit 127 Passfängen, 1708 Yards Raumgewinn und 17 Touchdowns führte Chase die Liga in allen drei Kategorien an und verdiente sich damit als erst sechster Wide Receiver in der Super-Bowl-Ära die sogenannte Triple Crown. Damit stellte er gleichzeitig neue Franchise-Rekorde für Receptions und Yards bei den Bengals auf und egalisierte die Saison-Bestleistung von Carl Pickens aus dem Jahr 1995. Zwar verpassten die Bengals am Saisonende knapp den Einzug in die Play-offs, Chase wurde jedoch zum vierten Mal in den Pro Bowl gewählt und erstmals in das First-Team All-Pro berufen.
Im März 2025 einigte Chase sich mit den Bengals auf eine Vertragsverlängerung um vier Jahre im Wert von 161 Millionen US-Dollar, die ihn zum höchstbezahlten Nicht-Quarterback der NFL machte.

### NFL-Statistiken
| 2021                               | Cincinnati Bengals | 17 | 17 | 81  | 1455 | 18,0 | 82 | 13 | 2 | 1 |
| 2022                               | Cincinnati Bengals | 12 | 12 | 87  | 1046 | 12,0 | 60 | 9  | 2 | 2 |
| 2023                               | Cincinnati Bengals | 16 | 16 | 100 | 1216 | 12,2 | 76 | 7  | 1 | 0 |
| 2024                               | Cincinnati Bengals | 17 | 16 | 127 | 1708 | 13,4 | 70 | 17 | 0 | 0 |
| Total                              | Total              | 62 | 61 | 395 | 5425 | 13,7 | 82 | 46 | 5 | 3 |
| Quelle: pro-football-reference.com |                    |    |    |     |      |      |    |    |   |   |